# Zjigansk
Zjigansk (Russisch: Жиганск, Jakoets: Эдьигээн; Edjigeën) is een plaats (posjolok) in de Russische autonome republiek Sacha (Jakoetië). Het is het bestuurlijk centrum van de oeloes Zjiganski en de nasleg Zjiganski. Ruim de helft van de 3400 inwoners bestaat uit Evenken.

## Geografie en voorzieningen
De plaats ligt aan linkerzijde van de Lena, op de beide oevers van de rivier de Noeora (ook Strekalovka), die uitmondt in de Lena. Over de rivier ligt geen brug, maar in de winter wordt een winterweg aangelegd tussen beide plaatsdelen. Zjigansk ligt hemelsbreed op 610 kilometer van Jakoetsk.
Het dorp heeft een school, ziekenhuis, postkantoor, bibliotheek en cultureel centrum. Bij de stad liggen een pier (voor draagvleugelboten van het type Meteor en Spoetnik) en een luchthaven. De luchthaven Zjigansk ligt aan noordzijde van de plaats.

### Klimaat
| Maand                       | jan   | feb   | mrt   | apr    | mei   | jun  | jul  | aug  | sep   | okt   | nov   | dec   | Jaar  |
| --------------------------- | ----- | ----- | ----- | ------ | ----- | ---- | ---- | ---- | ----- | ----- | ----- | ----- | ----- |
| Hoogste maximum (°C)        | −11,4 | −10,1 | 4,6   | 11,9   | 28,5  | 32,5 | 34,6 | 30,6 | 24,0  | 12,7  | −0,4  | −10,4 | 34,6  |
| Gemiddeld maximum (°C)      | −35,5 | −31,0 | −18,1 | −5,9,7 | 6,0   | 17,3 | 21,4 | 17,0 | 7,9   | −7,2  | −25,8 | −33,5 | −7,2  |
| Gemiddelde temperatuur (°C) | −38,8 | −34,4 | −23,3 | −10,6  | 1,5   | 12,1 | 16,1 | 12,0 | 3,7   | −10,3 | −29,3 | −36,9 | −11,4 |
| Gemiddeld minimum (°C)      | −42,2 | −38,2 | −28,5 | −16,6  | −3,2  | 7,1  | 10,7 | 6,9  | −0,1  | −13,6 | −32,9 | −40,5 | −15,8 |
| Laagste minimum (°C)        | −59,6 | −58,1 | −51,9 | −44,4  | −22,6 | −4,5 | −2,1 | −5,4 | −21,7 | −42,6 | −53,4 | −60,0 | −60   |
|                             |       |       |       |        |       |      |      |      |       |       |       |       |       |
| Neerslag (mm)               | 10,4  | 11,4  | 11,9  | 12,4   | 21,8  | 36,2 | 46,3 | 45,8 | 37,5  | 37,4  | 18,1  | 13,6  | 302,8 |
| Bron: Climatebase           |       |       |       |        |       |      |      |      |       |       |       |       |       |

## Geschiedenis

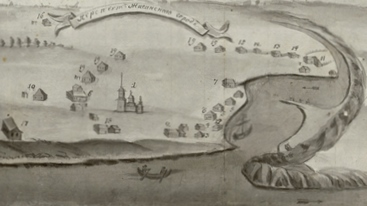
Perspectieftekening van Zjigansk uit de 18e of 19e eeuw

Zjigansk verwijst naar de benaming 'Izjiganen'; een verbastering van het Evenkse woord edjigeën (эдьигээн), wat "bewoner van de benedenloop van de rivier" betekent. Deze naam werd gegeven door Jenisej-Kozakken onder leiding van Aleksej Archipov en Loeka Jakovlev, die hier vanuit het kort daarvoor door Pjotr Beketov gestichte Lensk na 770 kilometer de rivier af te hebben gevaren in de zomer van 1632 een winterverblijf stichtten gevolgd door een douanepost om er jasak te innen van de Dolganen en 'Izjiganen'.
Zjigansk werd vanaf het begin gebruikt als de noordelijke uitvalsbasis voor verkenningen van de Russische ontdekkingsreizigers (zemleprochodtsy) over de Lena. Er werden daartoe houten boten gemaakt op de plotbisjtsje (plek aan de rivier waar boten uit boomstammen werden gemaakt). In 1633 vertrok vanuit hier een expeditie naar de Noordelijke IJszee onder leiding van Ivan Rebrov. In de jaren 1640 vertrok een expeditie onder leiding van Ilja Perfiljev en vanaf de jaren 1670 kwamen Vladimir Atlasov en vele anderen langs de plaats. Zjigansk stond na de tijd van Peter de Grote tevens bekend als een van de meest noordelijke ballingsoorden van het Russische Rijk. Onder andere de hoge functionarissen van het de tsaar Anton de Vieira (Devier) en Grigori Skornjakov-Pisarev, de Poolse opstandeling Jan Oskierka en decembrist Andrej Andrejev werden naar de plaats gestuurd.
In 1773 werd Zjigansk aangewezen als bestuurlijk centrum van het Commissariaat Zjigansk. In 1783 werd de plaats een oejezdstad binnen de oblast Jakoetsk van het Gouvernement Irkoetsk en kreeg de stad een wapenschild met daarop twee steuren op een zilverkleurige achtergrond. In 1798 telde de stad slechts 70 inwoners verdeeld over 19 huizen en 12 joerten. De stad had naast een gebouw voor het oejezdbestuur, een houten Sint-Nicolaaskerk, een kapel en enkele staatswinkels.
In 1805 werd de stad geplunderd door 'varnaki'; een aantal vanaf de zoutziederijen van Ochotsk ontsnapte Siberische ballingen uit de katorga, die onder leiding van een Georgische prins en voormalige legerofficier uit het Russische leger genaamd Baratasjvili de Aldan en de Lena waren afgezakt. Daarop werd de postweg vanaf Verchotoerje verplaatst naar een andere plaats. Daarop werd de oejezd en de stadstatus opgeheven en werd plaats grotendeels verlaten door de bevolking. In 1825 werd de plaats tot bestuurlijk centrum gemaakt van de oeloes Zjiganski, dat toen het hele gebied tot aan de Noordelijke IJszee omvatte (de oeloesen Anabarski, Boeloenski, Olenjokski en Oest-Janski). Het gebied met zijn strenge lange winters (tot 8 maanden, temperatuur tot -50°C) werd in die tijd beschouwd een van de meest wrede oorden om als balling naartoe gestuurd te worden: slechts weinigen keerden hieruit terug.
In 1930 werd de plaats het bestuurlijk centrum van het nieuwe district Zjiganski, dat in 1993 de huidige naam oeloes Zjiganski kreeg. In de jaren 1930 werd de plaats een steunpunt van de Noordelijke Zeeroute. Er werd toen een pier gebouwd, een rivierhaven aangelegd en een zendstation en een technische werkplaats gebouwd.

## Economie
De bevolking is vooral actief in de visserij (op Acipenser, nelma en taimen), rendierhouderij, pelsdierfokkerij (blauwe poolvos) en de jacht (op poolvossen, sabelmarters, wilde rendieren, elanden, beren en wolven).

## Bevolkingsontwikkeling
|                            |
| ■ Volkstelling ■ Schatting |

## Trivia
- In 2018 werd er een referendum voor een verbod op alcoholische dranken gehouden in het dorp, waarbij ruim 62% van de deelnemers voor een dergelijk verbod stemde. Alcoholverslaving is een groot probleem bij noordelijke Siberische volken omdat hun lichamen geen alcoholdehydrogenase kunnen aanmaken.[3]